# Faye Grant

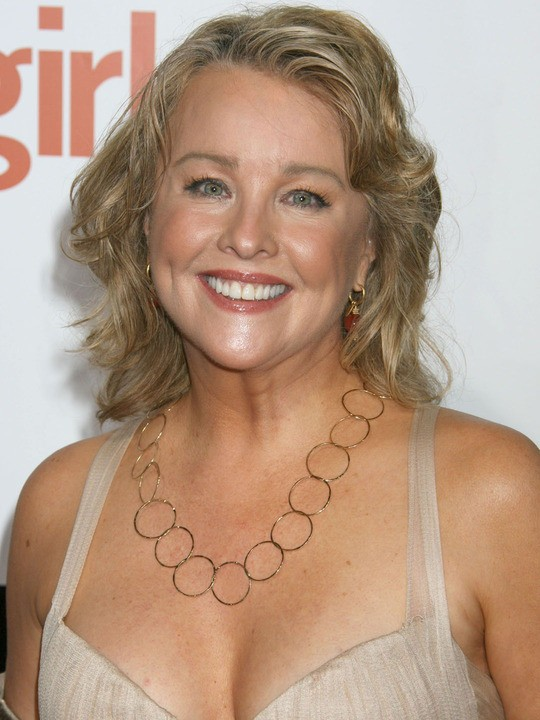
Faye Grant (2016)

Faye Grant (* 16. Juli 1957 in St. Clair Shores, Michigan als Faye Elizabeth Yoe) ist eine US-amerikanische Schauspielerin.

## Leben und Leistungen
Grant spielte bereits als Teenager in einem Theater. Im Alter von 18 Jahren unternahm sie eine Reise durch die USA, Kanada und Mexiko. Zeitweise lebte sie in Mexiko-Stadt, wo sie in den spanischsprachigen Werbespots auftrat. Später zog sie nach Los Angeles.
In den Vereinigten Staaten debütierte Grant an der Seite von Ally Sheedy in der Komödie Homeroom aus dem Jahr 1981. In der Komödie Senior Trip (1981) übernahm sie eine der Hauptrollen. In den Jahren 1984 bis 1985 spielte sie in der Fernsehserie V – Die Außerirdischen kommen die Rolle von Dr. Julie Parrish. Im Horrorfilm Omen IV – Das Erwachen (1991) spielte sie eine der Hauptrollen.
Grant war seit dem Jahr 1985 mit dem Schauspieler Stephen Collins verheiratet. Im Jahr 2012 trennte sich das Paar, die Scheidung erfolgte 2015. Aus der Ehe ging eine Tochter hervor.

## Filmografie (Auswahl)
- 1981: Homeroom
- 1981: Senior Trip
- 1981–1982: The Greatest American Hero (Fernsehserie)
- 1982: Die Zeitreise (Voyage From the Unknown), Pilotfilm
- 1983: V (V: The Original Mini Series)
- 1983: Hardcastle & McCormick – Pilotfilm Der Coyote
- 1984: V – Die außerirdischen Besucher kommen (V: The Final Battle, Miniserie)
- 1984–1985: V – Die außerirdischen Besucher kommen (V, Fernsehserie)
- 1988: Sarah und Sam (Crossing Delancey)
- 1988: Im Zeichen der Jungfrau (The January Man)
- 1990: Internal Affairs – Trau’ ihm, er ist ein Cop (Internal Affairs)
- 1991: Omen IV: Das Erwachen (Omen IV: The Awakening)
- 1992: Spuren von Rot (Traces of Red)
- 1996: On Seventh Avenue
- 1999: Drive Me Crazy
- 2002: Manna from Heaven
- 2008: My Best Friends Girl